# Ellinah Wamukoya
Ellinah Ntombi Wamukoya (1951 - 19 de janeiro de 2021)  foi uma bispa anglicana da etnia suazi, do país Suazilândia, localizado na África. Em 2012, foi eleita bispa diocesana da Diocese Anglicana da Suazilândia e manteve esse cargo até sua morte em 2021. Foi a primeira mulher a ser eleita bispa da Igreja Anglicana da África Austral e de todo o continente africano. Em 2016, ela foi listada como uma das 100 mulheres mais inspiradoras do mundo pela BBC.

## Vida pregressa
Ellinah Wamukoya estudou nas universidades de Botsuana, Lesoto e Suazilândia. Ela foi capelã da Universidade de Suazilândia e da St. Michael's High School, em Manzini, além de escriturária municipal e diretora-executiva da Câmara Municipal de Manzini.

## Bispado
Wamukoya não era inicialmente uma candidata para suceder Meshack Mabuza como Bispa Anglicana da Suazilândia, mas após sete rodadas de eleições inconclusivas ela foi eleita por uma maioria de 2/3 dos membros da Assembleia Eletiva, em 18 de julho de 2012. Ela foi consagrada em 17 de novembro de 2012 pelo arcebispo Thabo Makgoba, que a chamou de "uma grande ocasião". Nenhum representante oficial do Rei Mswati III, da etnia suazi, compareceu à cerimônia. A cerimônia foi conduzida por David Dinkebogile, que disse que Ellinah Wamukoya era uma bispa, "não uma mulher negra, não uma africana, não uma mulher suazi" e "ela deveria ser pastora de todos, de homens e mulheres, de negros e branco, para os suazis e todos os outros em sua diocese".
Ellinah Wamukoya mais tarde admitiu que ser a primeira bispa na igreja anglicana carregava um grande peso de responsabilidade e era sua responsabilidade provar que as mulheres eram adequadas para o papel, acrescentando "Eu sei que o mundo inteiro está olhando para mim para ver se Eu vou ser capaz." Ela visitou a Irlanda em 2015, pregando na Catedral de St Macartin, em Enniskillen, em 25 de janeiro.

## Morte
Ellinah Wamukoya morreu de COVID-19 durante a pandemia de COVID-19 em Suazilândia.

## Reconhecimento
Em 2016, ela foi listada como uma das 100 mulheres mais inspiradoras do mundo pela BBC.